# تيتو ليفيو فيريرا
تيتو ليفيو فيريرا (بالبرتغالية: Tito Livio Ferreira) هو جغرافي ومؤرخ وصحفي برازيلي، ولد في 4 يونيو 1894 في Itapuí ‏ في البرازيل، وتوفي في 15 ديسمبر 1988 في ساو باولو في البرازيل.